# 陶長房
陶長房（1540年—1557年?4月1日），日本戰國時代武將。大內氏家臣。父親是陶隆房（後來的陶晴賢）。富田若山城城主。

## 生平
陶氏代代都是大內氏的重臣。在大內義隆時期，陶興房死去後，興房的兒子隆房亦擔當重臣，不過在義隆的側近相良武任得勢後，與隆房等譜代重臣對立。作為和解條件，武任的女兒與長房結婚，不過隆房以家格不配為由而拒絕。
天文20年（1551年），隆房逼令主君義隆自殺，並迎義隆的外甥大友晴英（後來的大內義長）為當主。此時跟隨父親改名，在天文22年（1553年）受義長賜予偏諱（「長」字）。
天文24年（1555年），晴賢在嚴島之戰中被毛利元就擊敗並戰死，陶家的力量弱化。弘治3年（1557年），在杉重輔（父親杉重矩在之前被晴賢殺死）攻至富田若山城時，與弟弟貞明一同防守，最後戰敗並自殺。一説是重輔為了擊殺放棄若山城而前往要害龍文寺堅守的長房，於是在念佛踊時侵入寺內，在寺內殺死長房。
後來陶氏的嫡流斷絕，不過當地的傳說，在富田若山城被攻陷後，晴賢或長房的私生子成功逃走並幸存。另外，關於死亡日期有弘治元年10月7日和弘治2年2月26日等異説。

## 外部連結
- 武家家伝＿陶　氏 （页面存档备份，存于）